# Hypocala australiae
Hypocala australiae är en fjärilsart som beskrevs av Butler 1892. Hypocala australiae ingår i släktet Hypocala och familjen nattflyn. Inga underarter finns listade i Catalogue of Life.